# Domani accadrà
Domani accadrà è un film del 1988 diretto da Daniele Luchetti, al suo esordio alla regia.
È stato presentato nella sezione Un Certain Regard al 41º Festival di Cannes.

## Trama
Maremma, 1848, nei pressi di Alberese. I due butteri Lupo e Edo, dopo una solita giornata di lavoro, si improvvisano briganti e rapinano il fattore Terminio di ritorno dalla città per trasportare il ricavato della fiera a Cesare del Ghiana, ricco proprietario terriero della zona. Terminio inganna i due consegnando loro solo pochi spiccioli, dopodiché denuncia la rapina al suo padrone intascandosi l'intera somma di denaro. Lupo, intanto, decide di lasciare quei pochi soldi che ha rubato alla vedova di un suo caro amico che, prima di morire per la malaria, gli aveva lasciato il ruolo di capo buttero raccomandandosi di non abbandonare mai la Maremma. Edo e Lupo vengono però subito scoperti da Cesare del Ghiana e i due decidono di fuggire a cavallo dopo aver attaccato il padrone e avergli spezzato una gamba. Cesare spedisce al loro inseguimento il pacato figlio Diego; il giovane esegue l'ordine del padre e parte all'inseguimento dei due butteri accompagnato da un gruppo di mercenari disertori dell'esercito asburgico.
I due decidono di partire per il nord e finiscono però nel perdersi nelle vie Cave, finché non si imbattono in una duchessa straniera, Lady Rowena, appena catturata dai briganti. Anche Lupo e Edo vengono catturati e portati al cospetto del terribile brigante Gianloreto Bonacci, che subito ordina la loro fucilazione. Grazie ad uno stratagemma di Lupo, nessuno viene giustiziato e i due sono costretti per sopravvivere a collaborare col brigante. Una mattina, i briganti vengono attaccati dai mercenari al soldo di Diego, la duchessa liberata e Gianloreto colpito a morte durante la fuga. Lupo e Edo riescono a fuggire, ma durante l'inseguimento a cavallo, Edo rimane ferito. Nonostante tutto però, i due riescono a seminare gli inseguitori e a raggiungere stremati le rive del lago di Burano.
Sulle rive del lago si trova la villa fortificata del marchese Lucifero Ombraviva, il quale accetta la scommessa del precettore Flambart che sostiene di poter riuscire a trasformare un buttero come Edo, vero individuo allo stato di natura, in un colto e raffinato aristocratico. Lupo viene così separato dall'amico, che invece si ritrova a vivere nella villa degli Ombraviva, educato dall'abate Flambart secondo i precetti illuministi, venendo anche a scoprire di non essere ancora uscito dalla Maremma, ma anzi di essere andato a sud anziché a nord. Qui Edo conoscerà per la prima volta l'amore, iniziando una relazione segreta con la marchesina Allegra. Quando Edo e Lupo si incontrano nuovamente, il primo è radicalmente cambiato, completamente integrato nella mentalità aristocratica e illuminista, e così i due si separano dopo un ultimo saluto. Poco dopo, Lupo viene raggiunto da Diego del Ghiana e i suoi uomini, ma quando il giovane capisce che il buttero è innocente e che i soldi della fiera li ha presi in realtà il fattore Terminio, decide di risparmiarlo e aiutarlo a fuggire, mettendosi contro i mercenari assoldati dal padre, i quali avevano l'ordine di ucciderlo.
Lupo si imbatte in una strana comunità che vive in una sontuosa villa, proprietà del conte Enea Silvio di Lampertico, di mentalità positivistica e rivolto alla costante ricerca del progresso. Qui Lupo fa la conoscenza di uno strano gruppo di carbonai, capeggiati da Matteo che parla una lingua incomprensibile, e della bella dottoressa Vera, laureata in chimica ed esperta di profumi. Vera e Lupo finiscono per innamorarsi, ma quando lei scopre che questi è un ricercato, decide di andarsene. Disperato, anche Lupo lascerà la villa, ma non dopo aver assistito all'esplosione di quest'ultima in seguito ad una rivolta intestina scoppiata dopo la sconvolgente scoperta dell'elettricità da parte del conte. Diego del Ghiana, intanto, raggiunge l'abitazione di Terminio e scopre che il fattore è scappato con il denaro. Mentre si ritrova intento a scrivere sul suo taccuino alcuni pensieri filosofici sull'indole dell'uomo, Diego viene tragicamente assassinato dai mercenari che il padre aveva assoldato per uccidere i butteri.
Lupo e Edo si incontrano nuovamente quando quest'ultimo è in viaggio insieme ai marchesi in direzione di Venezia. Lupo viene fatto salire sulla carrozza del marchese, ma quando decidono di sostare in un borgo per comprare provviste, i due butteri incontrano nuovamente i mercenari asburgici e fuggono nuovamente insieme. Edo abbandona gli aristocratici per tornare a cavalcare insieme a Lupo, continuando in direzione nord. Arrivati nei pressi di un fiume, i due vengono raggiunti dagli inseguitori e si rassegnano ad esser fucilati. Improvvisamente però, giungono in loro soccorso lungo il fiume alcuni patrioti volontari, che mettono in fuga i mercenari e accolgono i due butteri sulle loro imbarcazioni. Lupo e Edo si uniscono ai volontari in direzione di Milano, dove si dice sia scoppiata una rivolta.

## Produzione
Il film è stato girato principalmente all'interno del Parco naturale della Maremma, nei dintorni di Alberese. Le scene con il brigante Gianloreto sono state girate nelle vie Cave e nella necropoli di Sovana, con la monumentale tomba Ildebranda utilizzata come il covo dei briganti. L'episodio con il marchese Ombraviva e l'abate Flambart è stato invece girato a Capalbio, presso la Torre di Buranaccio. Altre location sono state la Villa Torrigiani a Camigliano (LU), come dimora del conte Enea Silvio e la sua comunità dell'Armonia, e la Rocca sforzesca di Dozza, in provincia di Bologna.

## Critica
Il Dizionario Mereghetti definisce l'esordio di Luchetti «ironico, divertente e originale». Per una ricerca sulle fonti letterarie della sceneggiatura e il suo debito alla poetica di Italo Calvino, si veda l'articolo di Simone Testa, "Avventura scritta per gioco" (2012).

## Riconoscimenti
- David di Donatello 1988
  - Miglior regista esordiente
- Ciak d'oro 1988
  - Candidatura al migliore attore non protagonista a Ciccio Ingrassia